# Seke-Banza
Pour le territoire, voir Seke-Banza (territoire).
Seke-Banza est une localité, chef-lieu du territoire éponyme de la province du Kongo Central en république démocratique du Congo.

## Géographie
La localité est située à 80 km au nord du chef-lieu de la province Matadi.

## Histoire
Son nom provient de Tseke Mbanza en langue Kikongo, pour Tseke: savane et Mbanza: cité.

## Administration
Chef-lieu territorial de 8 275 électeurs recensés en 2018, elle a le statut de commune rurale de moins de 80 000 électeurs, elle compte 7 conseillers municipaux en 2019.

## Population
Le dernier recensement de la population date de 1984,.
| 1984 | 2004  | 2012  |
| ---- | ----- | ----- |
| -    | 5 150 | 6 286 |